# Samo mrtve ribe plavajo s tokom!
Samo mrtve ribe plavajo s tokom! je prvi studijski album slovenskega kantavtorja Tadeja Vesenjaka. Prvič je izšel v samozaložbi leta 2008, drugič pa pri Založbi Pivec leta 2011.

## Seznam pesmi
| Št. | Naslov                       | Dolžina |
| --- | ---------------------------- | ------- |
| 1.  | „Mi smo tü zakon‟            | 3:05    |
| 2.  | „Valentin‟                   | 3:25    |
| 3.  | „Marjana‟                    | 5:18    |
| 4.  | „Giftna krf‟                 | 3:12    |
| 5.  | „Moj stari ma vejki problem‟ | 2:39    |
| 6.  | „Špricarmen‟                 | 3:17    |
| 7.  | „Od tebe do mene‟            | 1:46    |
| 8.  | „Gnoj‟                       | 2:42    |
| 9.  | „Stanko si je küpa auto‟     | 2:22    |
| 10. | „EU pravlica‟                | 3:12    |
| 11. | „Mloda küra‟                 | 3:08    |
| 12. | „Veselica‟                   | 2:24    |
| 13. | „1+1=3‟                      | 2:58    |
| 14. | „Trošt‟                      | 3:29    |
| 15. | „Cesta‟                      | 6:10    |
| 16. | „Ostani še malo‟             | 3:51    |
| 17. | „San na brütifi‟             | 5:04    |